# Punti estremi dell'Unione europea

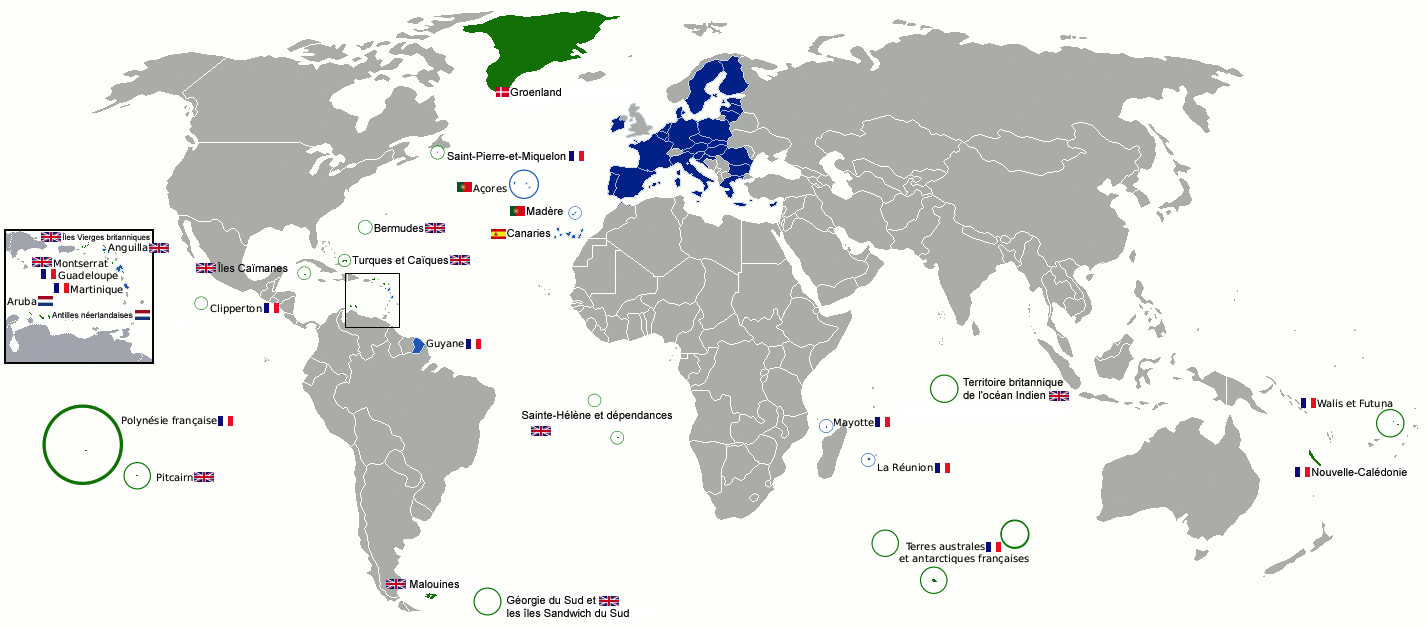
L'Unione europea e la Gran Bretagna con i territori d'oltremare

Questa è una lista dei punti estremi dell'Unione europea, che sono le località che si trovano più a nord, sud, ovest o est di ogni altro luogo dell'UE.

## Dal 2007
Intera Unione europea
- Punto più a nord — Nuorgam, Finlandia
- Punto più a sud — Saint-Joseph, Réunion[2]
- Punto più a ovest — La Pointe-Noire, Guadalupa[2][3]

- Punto più a est — Sainte-Rose (Riunione)[2]
- Punto più alto — Monte Bianco

L'Unione europea in Europa
- Punto più a nord — Nuorgam, Finlandia
- Punto più a sud — Akrotiri, Cipro
- Punto più a ovest — Fajã Grande, Azzorre, Portogallo 39°27′14″N 31°15′45″W
- Punto più a est — Rizokarpazo, Cipro, de jure; Capo Greco, Ayia Napa, Cipro, de facto.[5]

Terre continentali europee
- Punto più a nord — Nuorgam, Finlandia
- Punto più a sud — Punta de Tarifa, Spagna
- Punto più a ovest — Cabo da Roca, Portogallo
- Punto più a est — Virmajärvi, Finlandia 62°54′31″N 31°35′11″E

Terre continentali europee contigue
- Punto più a nord — Suurpea, Estonia 59°37′N 25°42′E
- Punto più a sud — Punta de Tarifa, Spagna
- Punto più a ovest — Cabo da Roca, Portogallo
- Punto più a est — Sulina, Romania